# Славгородське
Сла́вгородське (рос. Славгородское) — село у складі Славгородського округу Алтайського краю, Росія.

## Населення
Населення — 3524 особи (2010; 3712 у 2002).
Національний склад (станом на 2002 рік):
- росіяни — 68 %